# In Guezzam Airport
In Guezzam Airport är en flygplats i Algeriet. Den ligger i den södra delen av landet, 1 900 km söder om huvudstaden Alger. In Guezzam Airport ligger 399 meter över havet.
Terrängen runt In Guezzam Airport är huvudsakligen platt. In Guezzam Airport ligger nere i en dal.  Trakten runt In Guezzam Airport är nära nog obefolkad, med mindre än två invånare per kvadratkilometer. Trakten runt In Guezzam Airport är ofruktbar med lite eller ingen växtlighet.